# قلنسوي أمريكي
قلنسوي أمريكي (الاسم العلمي:Mycena americana) هو نوع من الفطريات يتبع جنس القلنسوي من الفصيلة القلنسوية.